# Lunello
In araldica il termine lunello indica una figura formata da quattro crescenti disposti in quadrato, che si toccano con le punte, con le convessità rivolte verso l'esterno.

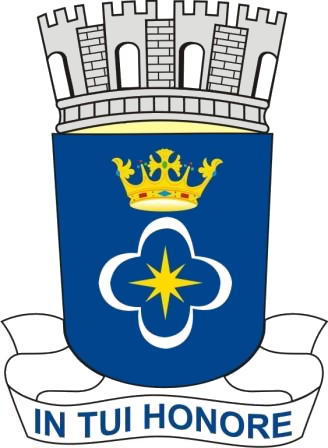
D'azzurro, al lunello d'argento che racchiude una stella a otto raggi d'oro (stemma di Pombal, Brasile)
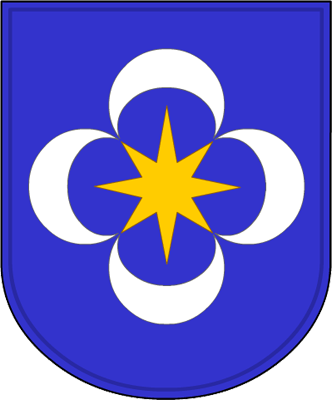
D'azzurro, al lunello d'argento (stemma dei marchesi di Pombal, Portogallo)
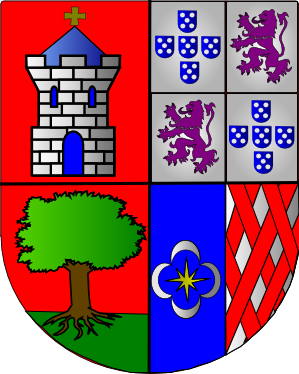
Nel I campo del 4° inquartato, d'azzurro, al lunello d'argento (duchi di Saldanha, Portogallo)
D'argento, alla fascia di verde, accompagnata da due lunelli di azzurro (Gomecha, Spagna)